# 阿兰多拉
《阿兰多拉》是一个日本的动作角色扮演游戏，由Matrix Software公司制作，索尼电脑娱乐公司于1997年在PlayStation上发行。在业界获得故事离奇与游戏流程的评价。游戏主角是一个叫阿兰多拉（Alundra）的男孩，他学会了如何进入人们梦境的能力。他在Inoa的村庄附近遇到海难并试图帮助那些受到诅咒的村民。随着游戏的进行，故事变得更加黑暗与扭曲。同时，游戏侧重解谜。